# Neil Francis
Pour les articles homonymes, voir Francis.
Pas d'image ? Cliquez ici

a Compétitions nationales et continentales officielles uniquement.

b Matchs officiels uniquement.
Neil Patrick (John) Francis, plus connu simplement sous le nom de Neil Francis, est né le 17 mars 1964 à Dublin (Irlande). C’est un ancien joueur de rugby à XV, qui a joué avec l'équipe d'Irlande de 1987 à 1996, évoluant au poste de deuxième ligne (1,98 m et 118 kg).

## Carrière
Il a eu sa première cape internationale, à l’occasion d’un test match, le 3 juin 1987 contre l'équipe des Tonga. 
Il a participé au Tournoi des Cinq Nations entre 1989 et 1996.
Neil Francis a disputé les coupes du monde 1987 (2 matchs disputés), 1991 (4 matchs disputés) et 1995 (4 matchs joués).

## Palmarès
- 36 sélections
- Sélections par année : 2 en 1987, 2 en 1988, 1 en 1989, 3 en 1990, 8 en 1991, 3 en 1992, 2 en 1993, 7 en 1994, 6 en 1995, 2 en 1996.
- Tournois des Cinq Nations disputés: 1989, 1990, 1991, 1992, 1993, 1994, 1995, 1996.
- Participation aux coupes du monde de 1987, 1991 et 1995.